# جان باتيست لي برنس
جان باتيست لي برنس (بالفرنسية: Jean-Baptiste Le Prince)‏ هو نقاش ‏ ورسام فرنسي، ولد في 17 سبتمبر 1734 في متز في فرنسا، وتوفي في 30 سبتمبر 1781 في Lagny-sur-Marne ‏ في فرنسا.

## وصلات خارجية
- جان باتيست لي برنس على موقع الموسوعة البريطانية (الإنجليزية)